# Zlepne zapalenie pajęczynówki
Zlepne zapalenie pajęczynówki (łac. arachnitis adhesiva, arachnitis adhesiva circumscripta, ang. adhesive arachnoiditis, chronic leptomeningitis, arachnitis serosa circumscripta spinalis, chemical meningitis, intraspinal granulomatosis, chronic spinal meningitis, spinal arachnoiditis) – niespecyficzny proces zapalny pajęczynówki rdzenia kręgowego wywołany bodźcem zewnętrznym, prowadzący do powstania zrostów w przestrzeni podpajęczynówkowej.

## Historia
Zlepne zapalenie pajęczynówki zostało po raz pierwszy opisane przez niemieckiego lekarza Heinricha Quinckego w 1893 roku, w 1897 roku austriacki lekarz E. Schwarz opisał pierwszy przypadek spowodowany kiłą, w 1909 roku angielski chirurg Victor Horsley opisał przypadki spowodowane zabiegami operacyjnymi rdzenia, natomiast pierwsze przypadki niemające podłoża infekcyjnego opisali francuscy lekarze Charles Foix i Théophile Alajouanine. Termin adhesive spinal arachnoiditis został po raz pierwszy użyty w 1927 roku przez amerykańskiego lekarza Byrona Stookeya.

## Etiologia
Choroba występuje po zabiegach operacyjnych rdzenia kręgowego, urazach rdzenia kręgowego, zapaleniu rdzenia kręgowego, zakażeniu rdzenia kręgowego, krwotoku podpajęczynówkowym oraz po podaniu substancji leczniczych lub środków kontrastujących. Opisano również dwa przypadki rodzinnego zlepnego zapalenia pajęczynówki, w których nie zidentyfikowano czynnika wywołującego (2014).

## Epidemiologia
Częstość występowania szacowana jest w przypadkach podawania substancji leczniczych lub środków kontrastujących na 1,2%. Postać z klinicznie istotnymi objawami jest rzadka.

## Obraz kliniczny
Obraz kliniczny zwykle zależy od rozległości procesu chorobowego, natomiast nie ma związku pomiędzy wielkością urazu a rozległością zlepnego zapalenia pajęczynówki. Pełnoobjawowa choroba rozpoczyna się od zespołu korzeniowego z dolegliwościami bólowymi nasilającymi przy ruchach, obserwowany jest wzrost ciśnienia płynu mózgowo-rdzeniowego, następnie dołączają się objawy uszkodzenia w większym stopniu nerwów ruchowych niż czuciowych, pod postacią niedowładu spastycznego lub wiotkiego z zaburzeniami czynności zwieraczy (nietrzymaniem moczu i stolca).
| Postać        | Liczba zajętych segmentów rdzenia | Objawy                    | Częstość występowania |
| ------------- | --------------------------------- | ------------------------- | --------------------- |
| zlokalizowane | niewielki                         | brak                      | częste                |
| segmentowe    | jeden                             | objawy o różnym nasileniu | rzadko                |
| rozlane       | kilka                             | pełnoobjawowy             | bardzo rzadko         |

## Diagnostyka różnicowa
Zlepne zapalenie pajęczynówki należy różnicować z rdzeniową torbielą pajęczynówki, ropniem kanału kręgowego oraz guzem rdzenia kręgowego. Rozpoznanie jest stawiane na podstawie obrazowania metodą rezonansu magnetycznego.

## Leczenie
Nie ma specyficznego leczenia zlepnego zapalenia pajęczynówki (2012). Tekaloskopia (endoskopowe uwolnienie korzeni nerwowych ze zrostów) powoduje zmniejszenie dolegliwości bólowych u pacjentów ze zlepnym zapaleniem pajęczynówki po zabiegach operacyjnych (przy braku długotrwałej obserwacji).

## Rokowanie
Rokowanie co do życia jest dobre, natomiast co do wyleczenia jest złe. Nie obserwuje się zmian w stanie neurologicznym oraz w poziomie dolegliwości bólowych w wieloletnich obserwacjach niezależnie od zastosowanego postępowania.